# Adiantum alomae
Adiantum alomae är en kantbräkenväxtart som beskrevs av Caluff. Adiantum alomae ingår i släktet Adiantum och familjen Pteridaceae. Inga underarter finns listade.